# Mad Not Mad
Mad Not Mad är det sjätte albumet av det brittiska ska/popbandet Madness, utgivet 1985. Det är det enda Madnessalbum som inte har något material av den tidigare medlemmen Michael Barson, som hade hoppat av året innan.
Bara några veckor efter att det hade släppts, utnämnde tidningen NME det till ett av de 100 bästa albumen genom tiderna. Madness själva var dock mindre nöjda med albumet. År av hårt turnerande, jobbet att driva ett eget skivbolag och saknaden av den produktive Michael Barson slet hårt på inspirationen och arbetsglädjen. Kvaliteten på låtarna blev därefter.
Mad Not Mad låg åtta veckor på UK Albums Chart och nådde som bäst en sextondeplacering, vilket var långt ifrån försäljningen från Madness tidigare glansdagar. I Sverige nådde det en 41:a plats, också det en dålig placering jämfört med tidigare album.
Det skulle dröja 14 år innan Madness gav ut ett nytt album med nyskrivet material, Wonderful.

## Låtlista
Sida 1
1. "I'll Complete" (Lee Thompson, Daniel Woodgate) – 3:21
2. "Yesterday's Men" (Graham McPherson, Christopher Foreman) – 4:37
3. "Uncle Sam" (Thompson, Foreman) – 4:16
4. "White Heat" (McPherson, Chas Smash) – 3:47
5. "Mad Not Mad" (McPherson, Smash) – 4:10

Sida 2
1. "Sweetest Girl" (Green Gartside) – 5:47
2. "Burning The Boats" (McPherson, Foreman) – 4:31
3. "Tears You Can't Hide" (Smash) – 3:08
4. "Time" (Smash) – 4:18
5. "Coldest Day" (McPherson, Foreman, Langer) – 4:24

## Medverkande
Madness
- Graham McPherson ("Suggs") – sång
- Chris Foreman – gitarr
- Mark Bedford ("Bedders") – basgitarr
- Lee Thompson – saxofon
- Daniel Woodgate ("Woody") – trummor, programmering, keyboard
- Cathal Smyth ("Chas Smash") – bakgrundssång; ledsång på "Tears You Can't Hide"
- Steve Nieve – keyboard

Bidragande musiker
- Roy Davies – piano
- Judd Lander – munspel
- Luís Jardim – percussion
- Tom Morley – programmering
- Gary Barnacle – mässingblåsinstrument
- David Bedford – stråkinstrument, dirigent
- Trevor Ford – stråkinstrument
- Rupert Bowden – viola
- Bill Benham – violin
- Belinda Blunt – violin
- Rusen Gunes – viola
- Adan Levine – violin
- Basil Smart – violin
- Afrodiziak (Caron Wheeler och Claudia Fontaine) – bakgrundssång
- Jimmy Helms – bakgrundssång
- Jimmy Thomas – bakgrundssång
- Jimmy Chambers – bakgrundssång